# Lespesia schizurae
Lespesia schizurae är en tvåvingeart som först beskrevs av Townsend 1891.  Lespesia schizurae ingår i släktet Lespesia och familjen parasitflugor. Inga underarter finns listade i Catalogue of Life.